# Крамова, Галина Алексеевна
Гали́на Алексее́вна Кра́мова (17 апреля[уточнить] 1900 — 28 ноября 1974) — советская театральная актриса.
Заслуженная артистка РСФСР (1952). Народная артистка РСФСР (1958). Почётный гражданин Иркутска (1967).

## Биография
Похоронена в Иркутске на Радищевском кладбище.

## Почётные звания
- Орден Трудового Красного Знамени (7 марта 1960)[2].
- Народный артист РСФСР (1958).
- Заслуженный артист РСФСР (1952).
- Почётный гражданин Иркутска (1967).

## Память
- В Иркутске на доме, где жила Галина Крамова, в память о ней установлена мемориальная доска[3].